# AIMMS
AIMMS  là một công ty phần mềm phân tích theo quy định có văn phòng tại Hà Lan, Hoa Kỳ, Trung Quốc và Singapore. AIMMS có hai dịch vụ sản phẩm chính cung cấp khả năng mô hình hóa và tối ưu hóa trên nhiều ngành công nghiệp. Nền tảng phân tích theo quy tắc AIMMS là một công cụ dành cho những người có nền tảng Nghiên cứu hoạt động hoặc phân tích. Nó cung cấp sự linh hoạt không giới hạn để phát triển các ứng dụng dựa trên tối ưu hóa và triển khai chúng cho người dùng doanh nghiệp. AIMMS SC Navigator, được ra mắt vào năm 2017, được xây dựng trên Nền tảng phân tích quy định AIMMS và cung cấp Ứng dụng có thể định cấu hình cho các nhóm trong chuỗi cung ứng. SC Navigator cung cấp phân tích chuỗi cung ứng cho các cá nhân không có nền tảng kỹ thuật hoặc phân tích để họ có thể nhận được lợi ích tương tự từ các phân tích tinh vi mà không cần mã hoặc mô hình. 

## Lịch sử
AIMMS BV được thành lập vào năm 1989 bởi nhà toán học nổi tiếng, ông Julian Bisschop, dưới cái tên Paragon Decision Technology. Tầm nhìn của ông là làm cho tối ưu hóa dễ tiếp cận hơn bằng cách xây dựng các mô hình hơn là lập trình. Theo quan điểm của Bisschop, người mẫu đã có thể xây dựng cầu nối giữa những người gặp vấn đề và những người giúp họ giải quyết những vấn đề đó.
AIMMS (từ viết tắt của " Hệ thống mô hình đa chiều tương tác nâng cao ") bắt đầu như một hệ thống phần mềm được thiết kế để mô hình hóa và giải quyết các vấn đề kiểu tối ưu hóa và lập lịch quy mô lớn.
AIMMS được coi là một trong năm ngôn ngữ mô hình đại số quan trọng nhất và người sáng tạo (Johannes J. Bisschop) đã được trao giải thưởng INFORMS Impact cho công trình của mình bằng ngôn ngữ này.
Năm 2003, AIMMS được mua lại bởi một công ty cổ phần tư nhân nhỏ, người đã nhìn thấy giá trị tiềm năng của toán học đối với doanh nghiệp. Điều này dẫn đến việc tạo ra một chương trình hợp tác, đầu tư kỹ thuật hơn nữa và sự phát triển của nền tảng. Vào năm 2011, công ty đã ra mắt AIMMS PRO, một cách để triển khai các ứng dụng cho người dùng cuối không có nền tảng kỹ thuật. Điều này nhanh chóng được theo sau bởi khả năng xuất bản và tùy chỉnh các ứng dụng bằng trình duyệt để các ứng dụng hỗ trợ quyết định có sẵn trên bất kỳ thiết bị nào. Những đổi mới này đã dẫn đến sự tiếp nhận và tăng trưởng nhanh chóng của khách hàng cho công ty. Năm 2017, AIMMS được công nhận là công nghệ B2B hàng đầu tại Hà Lan. và được mệnh danh là một trong những công ty phát triển nhanh nhất ở Hà Lan trong năm thứ hai liên tiếp.

## Nền tảng điều hướng AIMMS SC
Năm 2017, đội ngũ quản lý sản phẩm đã thực hiện một chuyến đi để lắng nghe với các giám đốc điều hành chuỗi cung ứng. Điều này, cùng với sự quan tâm ngày càng tăng đối với các phân tích nâng cao được nhúng để quản lý chuỗi cung ứng, đã tạo ra ý tưởng ban đầu cho Nền tảng điều hướng AIMMS SC và dân chủ hóa các phân tích chuỗi cung ứng. SC Navigator bao gồm các ứng dụng được tạo sẵn có thể dễ dàng cấu hình để đưa các phân tích chuỗi cung ứng vào tay các chuyên gia chuỗi cung ứng.
AIMMS SC Navigator ra mắt vào tháng 10 năm 2017 với ba Ứng dụng dựa trên đám mây ban đầu: Thiết kế mạng chuỗi cung ứng, Kế hoạch bán hàng & vận hành và điều hướng dữ liệu. Năm 2018, hai ứng dụng bổ sung đã được tung ra - Center of Gravity và Vòng đời sản phẩm. Các ứng dụng bổ sung được tung ra mỗi quý.

## Nền tảng phân tích theo quy tắc AIMMS
Nền tảng phân tích quy định AIMMS bao gồm ngôn ngữ mô hình đại số, môi trường phát triển tích hợp cho cả mô hình chỉnh sửa và tạo giao diện đồ họa người dùng xung quanh các mô hình này và môi trường người dùng cuối đồ họa. AIMMS được liên kết với nhiều người giải thông qua Giao diện bộ giải mở AIMMS. Các bộ giải được hỗ trợ bao gồm CPLEX, MOSEK, FICO Xpress, CBC, Conopt, MINOS, IPOPT, SNOPT, KNITRO và CP Tối ưu hóa.
AIMMS có sự pha trộn của các phong cách lập trình khai báo và mệnh lệnh. Việc xây dựng các mô hình tối ưu hóa diễn ra thông qua các yếu tố ngôn ngữ khai báo như tập hợp và chỉ mục, cũng như các tham số, biến và ràng buộc vô hướng và đa chiều, phổ biến cho tất cả các ngôn ngữ mô hình đại số và cho phép mô tả ngắn gọn về hầu hết các vấn đề trong miền tối ưu hóa toán học. Các đơn vị đo lường được hỗ trợ nguyên bản trong ngôn ngữ và phân tích đơn vị biên dịch và thời gian chạy có thể được sử dụng để phát hiện lỗi mô hình hóa.
Các thủ tục và báo cáo luồng điều khiển có sẵn trong AIMMS cho
- việc trao đổi dữ liệu với các nguồn dữ liệu ngoài như bảng tính, cơ sở dữ liệu, tệp XML và tệp văn bản
- nhiệm vụ trước và sau xử lý dữ liệu xung quanh các mô hình tối ưu hóa
- xử lý sự kiện giao diện người dùng
- việc xây dựng các thuật toán lai cho các loại vấn đề mà không có người giải quyết hiệu quả trực tiếp nào có sẵn.

Để hỗ trợ việc sử dụng lại các thành phần mô hình hóa phổ biến, AIMMS cho phép các nhà lập mô hình tổ chức mô hình của họ trong các thư viện mô hình người dùng.
AIMMS hỗ trợ một loạt các loại vấn đề tối ưu hóa toán học:
- Lập trình tuyến tính
- Lập trình bậc hai
- Lập trình phi tuyến
- Quy hoạch tuyến tính
- Quy hoạch phi tuyến tính
- Tối ưu hóa toàn cầu
- Vấn đề bổ sung (MPEC)
- Lập trình ngẫu nhiên
- Tối ưu hóa mạnh mẽ
- Lập trình ràng buộc

Độ không đảm bảo có thể được tính đến trong các mô hình tối ưu hóa số nguyên tuyến tính và hỗn hợp xác định trong AIMMS thông qua đặc điểm kỹ thuật của các thuộc tính bổ sung, như vậy có thể áp dụng các kỹ thuật tối ưu hóa ngẫu nhiên hoặc mạnh mẽ cùng với các kỹ thuật giải pháp xác định hiện có.
Các thuật toán phân tách và lai tùy chỉnh có thể được xây dựng bằng thư viện hệ thống GMP, có sẵn ở cấp độ mô hình hóa nhiều khối xây dựng cơ bản được sử dụng bên trong bởi các phương pháp giải pháp cấp cao hơn có trong AIMMS, phương pháp sửa đổi ma trận, cũng như các bước chuyên biệt để tùy chỉnh giải pháp thuật toán cho các loại vấn đề cụ thể.
Các giải pháp tối ưu hóa được tạo bằng AIMMS có thể được sử dụng như một ứng dụng độc lập hoặc có thể được nhúng như một thành phần phần mềm trong các ứng dụng khác.

## Sử dụng trong công nghiệp
Nền tảng phân tích theo quy tắc AIMMS được sử dụng trong một loạt các ngành công nghiệp bao gồm bán lẻ, sản phẩm tiêu dùng, chăm sóc sức khỏe, dầu và hóa chất, sản xuất thép và kinh doanh nông nghiệp.
GE Grid sử dụng AIMMS làm công cụ mô hình hóa và tối ưu hóa phần mềm bù trừ thị trường năng lượng. Cùng với GE Grid, AIMMS là một phần của nhóm phân tích của Midwest ISO đã giành được giải thưởng Franz Edelman cho thành tựu trong nghiên cứu hoạt động và Khoa học quản lý năm 2011 để áp dụng thành công nghiên cứu hoạt động trong thị trường năng lượng ISO miền Trung Tây. Vào năm 2012, TNT Express, một khách hàng AIMMS đã giành giải thưởng Franz Edeld vì đã hiện đại hóa hoạt động và giảm lượng khí thải carbon. Nền tảng AIMMS cũng được nhóm Delta Delta của Hà Lan sử dụng để phát triển và thực hiện một phương pháp mới để tính toán mức độ bảo vệ lũ hiệu quả nhất cho Hà Lan và giành giải Edelman năm 2013 .